# 강진 성동리 은행나무
강진 성동리 은행나무(康津 城東里 은행나무)는 대한민국 전라남도 강진군 병영면 성동리에 있는 은행나무이다. 1997년 12월 30일 대한민국의 천연기념물 제385호로 지정되었다.

## 개요
은행나무는 살아 있는 화석이라 할 만큼 오래된 나무로 우리나라, 일본, 중국 등지에 분포하고 있다. 우리나라에는 중국에서 유교와 불교가 전해질 때 같이 들어온 것으로 전해지고 있다. 가을 단풍이 매우 아름답고 병충해가 없으며 넓고 짙은 그늘을 제공한다는 장점이 있어 정자나무 또는 가로수로도 많이 심는다.
강진 성동리 은행나무는 나이가 약 800살 정도로 추정되며, 높이 32m, 가슴높이의 둘레 7.2m로 마을 중앙에 있다. 뿌리가 민가의 부엌, 방 밑에까지 뻗어 있으며 뿌리 부근에는 주민들이 휴식처로 이용하고 있는 큰 바위가 놓여져 있다.
전하는 말에 의하면, 병영면은 네덜란드 하멜(Hamel) 일행이 약 7년간(1656.3∼1663.2) 머물렀던 곳이라 한다. 이들은 이 곳에서 생활하면서 크고 오래된 은행나무를 보았다고 『하멜표류기』에 기록하고 있는데, 바로 이 은행나무가 아닌가 추정된다. 전설에 따르면 옛날에 이곳에 내려온 관리가 폭풍으로 부러진 은행나무 가지로 베개를 만들어 자다가 병이 들었다. 그러던 중 한 노인이 “은행나무에 제사를 지내고 베개를 나무에 붙여주면 병이 나으리라”고 한 말을 따라 그대로 하였더니 병이 나았다고 한다. 이후로 마을에서는 매년 음력 2월 15일 자정 무렵에 은행나무에게 마을의 평안과 풍년을 기원하는 제사를 지냈으며 지금도 이어져 내려오고 있다.
이 은행나무는 오랜 세월동안 주민들의 관심과 보살핌 가운데 살아온 나무로 역사적·문화적 자료로서의 가치가 높다. 또한 오래되고 큰 나무로서 생물학적 보존가치도 크므로 천연기념물로 지정·보호하고 있다.

## 현재 천연기념물로 지정되어 있는 은행나무
| 호수 | 품목                 | 지정(등록)일 | 소재지                                                         | 소유자(소유단체)                | 관리자(관리단체) |
| ---- | -------------------- | ------------ | -------------------------------------------------------------- | ------------------------------- | ---------------- |
| 30   | 양평 용문사 은행나무 | 1962.12.07   | 경기 양평군 용문면 신점리 626-1번지                            | 대한불교조계종 용문사           | 양평군           |
| 59   | 서울 문묘 은행나무   | 1962.12.07   | 서울시 종로구 성균관로 31 (명륜3가, 유림회관)                  | 문화재청                        | 서울특별시       |
| 64   | 울주 구량리 은행나무 | 1962.12.07   | 울산 울주군 두서면 구량리 860번지                              | 울주군 외                       | 울주군           |
| 76   | 영월 하송리 은행나무 | 1962.12.07   | 강원 영월군 영월읍 하송리 190-4번지                            | 영월군                          | 영월군           |
| 84   | 금산 요광리 은행나무 | 1962.12.07   | 충남 금산군 추부면 요광리 329-8번지                            | 건설부 외                       | 금산군           |
| 165  | 괴산 읍내리 은행나무 | 1964.01.31   | 충북 괴산군 청안면 청안읍내로3길 8, (청안초등학교 내) (읍내리) | 충청북도교육감                  | 괴산군           |
| 166  | 강릉 장덕리 은행나무 | 1964.01.31   | 강원 강릉시 주문진읍 장덕리 643번지                            | 강릉시 외                       | 강릉시           |
| 167  | 원주 반계리 은행나무 | 1964.01.31   | 강원 원주시 문막읍 반계리 1495-1번지                           | 원주시                          | 원주시           |
| 175  | 안동 용계리 은행나무 | 1966.01.13   | 경북 안동시 길안면 용계리 744외 8필                            | 국토교통부                      | 안동시           |
| 223  | 영동 영국사 은행나무 | 1970.04.27   | 충북 영동군 양산면 누교리 1395-14번지                          | 국토교통부 외                   | 영동군           |
| 225  | 구미 농소리 은행나무 | 1970.06.03   | 경북 구미시 옥성면 이곡1길 10 (농소리)                         | 건설부 외                       | 구미시           |
| 300  | 금릉 조룡리 은행나무 | 1982.11.09   | 경북 김천시 대덕면 조룡리 51외 2필                             | 김녕김씨충의공파김천금릉종중 외 | 김천시           |
| 301  | 청도 대전리 은행나무 | 1982.11.09   | 경북 청도군 이서면 대전리 638외 2필                            | 농림수산부 외                   | 청도군           |
| 302  | 의령 세간리 은행나무 | 1982.11.09   | 경남 의령군 유곡면 세간리 808외 3필                            | 의령군 외                       | 의령군           |
| 303  | 화순 야사리 은행나무 | 1982.11.09   | 전남 화순군 이서면 야사리 182-1번지 4필                        | 건설부 외                       | 화순군           |
| 304  | 강화 볼음도 은행나무 | 1982.11.09   | 인천 강화군 서도면 볼음도리 산186번지 외 1필                   | 강화군                          | 강화군           |
| 320  | 부여 주암리 은행나무 | 1982.11.09   | 충남 부여군 내산면 주암리 148-1번지 4필                        | 부여군 외                       | 부여군           |
| 365  | 금산 보석사 은행나무 | 1990.08.02   | 충남 금산군 남이면 석동리 709번지                              | 대한불교조계종 보석사           | 금산군           |
| 385  | 강진 성동리 은행나무 | 1997.12.30   | 전남 강진군 병영면 성동리 70번지                               | 건설교통부 외                   | 강진군           |
| 402  | 청도 적천사 은행나무 | 1998.12.23   | 경북 청도군 청도읍 월곡안길 28-293 (원리)                      | 적천사 외                       | 청도군           |
| 406  | 함양 운곡리 은행나무 | 1999.04.06   | 경남 함양군 서하면 운곡리 779번지                              | 함양군 외                       | 함양군           |
| 482  | 담양 봉안리 은행나무 | 2007.08.09   | 전남 담양군 무정면 봉안리 술지마을 1043-3번지                  | 건설부 외                       | 담양군           |
| 551  | 당진 면천 은행나무   | 2016.09.06   | 충남 당진시 동문1길 3 (면천면)                                 | 충청남도교육청 외               | 당진시           |
| 562  | 인천 장수동 은행나무 | 2021.02.08   | 인천 남동구 장수동 63-6번지                                    | 충청남도교육청 외               | 남동구청         |

## 같이 보기
- 은행나무

## 참고 문헌
- 문화재청, 《문화재이야기여행 천연기념물 100선 보관됨 2016-08-28 - 웨이백 머신》, pp180-184, 2016-03-31

## 참고 자료
- 강진 성동리 은행나무 - 국가유산청 국가유산포털
- 강진 병영면의 은행나무 보관됨 2007-09-29 - 웨이백 머신 - 남북의 천연기념물